# Ivonne Bordelois
Ivonne Aline Bordelois (Juan Bautista Alberdi, Buenos Aires; 5 de noviembre de 1934) es una poeta, ensayista y lingüista argentina. Egresó de la Facultad de Filosofía y Letras de la Universidad de Buenos Aires para luego realizar estudios literarios y lingüísticos en La Sorbona. Trabajó en la Revista Sur y realizó entrevistas y publicaciones junto a Alejandra Pizarnik para diferentes publicaciones nacionales e internacionales.
En 1968 fue becada por el CONICET y se trasladó a Boston para estudiar en el Instituto Tecnológico de Massachusetts, donde se doctoró en lingüística en 1974, teniendo a Noam Chomsky como director de su tesis. Entre 1975 y 1988 ocupó una cátedra de lingüística en el Instituto Iberoamericano de la Universidad de Utrecht, Holanda, obtenida por concurso internacional. En 1983 consiguió la Beca Guggenheim. En 2004 recibió el Diploma al Mérito de los Premios Konex a las Letras en la disciplina Ensayo Literario. En 2005 le fue otorgado el Premio La Nación-Sudamericana, por su ensayo El país que nos habla. Gran amiga del poeta y escultor patagónico Levi Freisztav, cuya correspondencia acerca al Fondo Editorial Rionegrino para su publicación en 2016. En 2019 fue reconocida por la Academia Argentina de Letras como "Personalidad sobresaliente de las Letras".

## Obras
- El alegre apocalipsis (1ª edición). Grupo Editor Latinoamericano. 1995. ISBN 978-950-694-420-9.
- Genio y figura de Ricardo Güiraldes (1ª edición). Eudeba. 1998. ISBN 978-950-23-0853-1.
- Correspondencia a Pizarnik (1ª ed. 1ª reimp. edición). Seix Barral. 1999. ISBN 978-950-731-203-8.
- Un triángulo crucial: Borges, Lugones y Güiraldes (1ª edición). Eudeba. 1999. ISBN 978-950-23-0922-4.
- La palabra amenazada (1ª edición). Libros del Zorzal. 2003. ISBN 978-987-1081-16-5.
- Etimología de las pasiones (1ª edición). Libros del Zorzal. 2005. ISBN 978-987-1081-92-9.
- El país que nos habla (1ª ed. 4ª reimp. edición). Sudamericana. 2006. ISBN 978-950-07-2689-4.
- Villa Ocampo (1ª ed. 2ª reimp. edición). Sudamericana. 2008. ISBN 978-950-07-2709-9. En coautoría con Fabio Grementieri
- El sabor de las palabras (1ª edición). Libros del Zorzal. 2008. ISBN 978-987-599-110-1.
- A la escucha del cuerpo (1ª edición). Libros del Zorzal. 2008. ISBN 978-987-599-125-5.
- Del silencio como porvenir (1ª edición). Libros del Zorzal. 2010. ISBN 978-987-599-156-9.
- Nueva correspondencia Pizarnik (1ª edición). Aguilar, Altea, Taurus, Alfaguara. 2014. ISBN 978-987-04-3599-0. En coautoría con Cristina Piña
- Noticias de lo indecible (1ª edición). Edhasa. 2018. ISBN 978-987-628-479-0.